# Przygody Herkulesa
Przygody Herkulesa (ang., wł. Hercules) – amerykańsko-włoski film fabularny z 1983 roku w reżyserii  Luigiego Cozziego na podst. antycznogreckiego mitu o Heraklesie. W roli tytułowej obsadzony został amerykański kulturysta Lou Ferrigno. Sequel filmu zatytułowany Herkules 2 miał swoją premierę w 1985 roku.

## Fabuła
Z Chaosu wyłania się wszechświat, a niego puszka Pandory zawierające wszelką esencję. Z jej fragmentów tworzy się Układ Słoneczny, w tym Ziemia pełna życia. Jej pierwszymi istotami są bogowie – Zeus, Hera i Atena ustanawiający Księżyc swą siedzibą. Z Pandory uwalnia się także zło, które może zagrozić śmiertelnikom. Atena radzi Zeusowi, by przekazał boską siłę i mądrość tylko jednemu śmiertelnikowi. Wybór pada na Herkulesa, świeżo narodzonego syna Amfitriona i Alkmeny, władców Teb z epoki brązu.
W tym samym czasie zostaje wykradziony święty miecz z tebańskiej świątyni Hery, a stojący za nim kapitan straży Valcheus dokonuje przewrotu, zabijając rodziców Herkulesa i przejmując władzę. Jednak Herkules zostaje wykradziony przez jedną służek i porzucony w łodzi. Hera testuje siłę dziecka posyłając dwa węże, które zostają pokonane. W końcu Herkulesa odnajduje bezdzietne małżeństwo.
20 lat później Herkules jest niewiarygodnie silnym i muskularnym mężczyzną. Podczas rąbania drewna nasłany przez Herę niedźwiedź zabija Herkulesowi przybranego ojca. Zabity przez Herkulesa niedźwiedź kończy jako gwiazdozbór. Władca Terry – czarnoksiężnik Minos, wykorzystując zdobycze techniki, usiłuje przejąć władzę nad światem śmiertelników. Na przeszkodzie stoi mu Herkules, na którego nasyła roboty stworzone przez bóstwo znane jako Dedal. Jeden z nich zabija przybraną matkę herosa.
Herkules na dworze króla Augiasza prezentuje swe zdolności, a także oczyszcza jego nigdy nie sprzątane stajnie. Będący pod wrażeniem Augiasz nakazuje Herkulesowi zaprowadzić swą córkę Kasjopeję do Aten. Jednak Ariadna, córka Minosa porywa księżniczkę, a Herkulesa każe utopić. Ten trafia na wyspę wygnanej z Terry czarodziejki Kirke, która obiecuje mu pomóc w walce Minosem i Ariadną. Minos i Dedal nasyłają na nich Hydrę, mechanicznego trójgłowego smoka.
Po pokonaniu Hydry Herkules i Kirke docierają do stanowiącą centrum piekła Świątynię Wieczności. Tam jest Dusza Świata, którą może posiąść Herkules. Kirke wysyła do Afryki, gdzie jej król Xenodama jest w posiadaniu latającego rydwanu Prometeusza. Xenodama zgadza się na użyczenie pod warunkiem oddzielenia Afryki od Europy, co jest możliwe dzięki magii Kirke i sile Herkulesa.
W Atlantydzie, stolicy Terry Kasjopeja ma zostać złożona w ofierze Herze po zajściu siódmego księżyca. Tam też ginie Kirke z rąk mechanicznego centaura, z którym bój toczy Herkules. Ariadna ma za zadanie uwieść herosa. Flirtuje z mężczyzną, pieszcząc jego muskulaturę, lecz ten opiera się jej i dociera do Wulkanu Feniksa uśpionego przez wykradziony z Teb święty miecz. Herkulesa zabija Minosa i Ariadnę, a następnie ratuje Kasjopeję. Oboje uciekają z tonącej Atlantydy i łączą się w miłości.

## Obsada
| - Lou Ferrigno – Herkules - Marc Smith – Herkules (głos) - Mirella D’Angelo – Kirke - Denise Bryer – Kirke (głos) - Ingrid Anderson – Kasjopeja - William Berger – król Minos - Sybil Danning – Ariadna - Claudio Cassinelli – Zeus - Rossana Podestà – Hera - Susan Spafford – Hera (głos) - Delia Boccardo – Atena - Eva Robin’s – Dedal | - Bobby Rhodes – król Xenodama - Brad Harris – król Augiasz - Yehuda Efroni – Dorkon - Stelio Candelli – przybrany ojciec Herkulesa - Edward Mannix – przybrany ojciec Herkulesa (głos) - Gabriella Giorgelli – przybrana matka Herkulesa - Rocco Lerro – przyjaciel Herkulesa - Gianni Garko – Valcheus - Ted Rusoff – Valcheus (głos) - Raf Baldassarre – Sostratos - Franco Garofalo – złodziej - Anthony La Penna – narrator (głos) |

## Produkcja
Po sukcesie Conana Barbarzyńcy we Włoszech odrodziła się moda na kino peplum i w jej ramach została ogłoszona produkcja Herkulesa w reżyserii Brunona Matteiego i ze scenariuszem Ricardo Ghione. W tym samym czasie kręcono film Siedmiu wspaniałych gladiatorów produkcji włoskiego oddziału The Cannon Group, z udziałem amerykańskiego kulturysty i aktora Lou Ferrigno. Wówczas występujący tam aktor Brad Harris zaproponował, by sportowiec zagrał Herkulesa. Zaproszony do współpracy, Ferrigno obiecał, że „podtrzyma tradycję filmów o Herkulesie” i będzie prezentował przed kamerą „najpiękniejszą możliwą muskulaturę”. W wywiadzie dla miesięcznika Muscle & Fitness Ferrigno wyjawił, że podziwiał Herkulesa i innego aktora-kulturystę, Steve’a Reevesa, odkąd był dzieckiem. Powiedział, że rola śmiertelnika o nadludzkiej sile znaczy dla niego więcej niż wygrana w zawodach Mr. Olympia. Kontrakt na występ w filmie podpisał tuż po tym, jak złożono mu ofertę. Zdjęcia rozpoczęły się 12 lipca 1982 roku, krótko po rozpoczęciu produkcji I sette magnifici gladiatori.

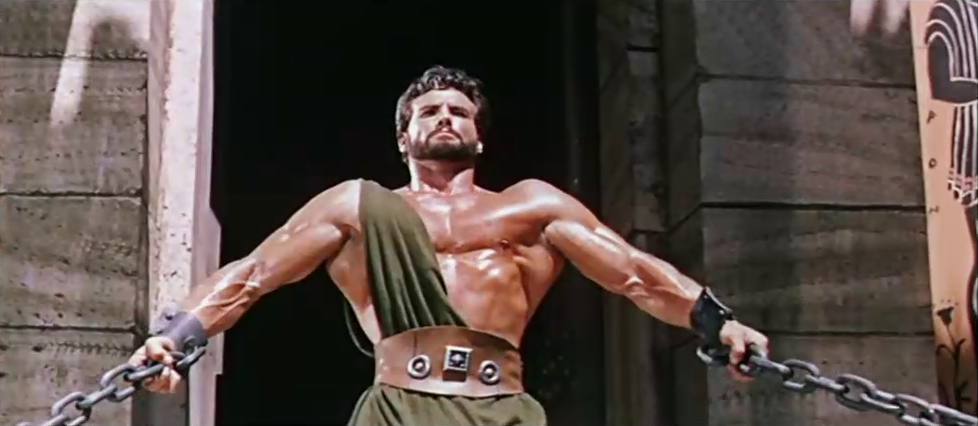
Ferrigno przyznał, że jego rolę w filmie zainspirowała kreacja Steve’a Reevesa z Herkulesa (1958).

Oryginalny scenariusz nie spodobał się producentom i Ferrigno, który miał zastrzeżenie do znacznej ilości przemocy i erotyki. Ferrigno, który w dzieciństwie obejrzał Herkulesa z 1958 roku i tym samym zajął się kulturystyką, forsował wersję odpowiednią dla dzieci by mogła, jak jego zainspirować następne pokolenia. Nowym reżyserem i scenarzystą został reżyser Luigi Cozzi, jednak film był już kręcony z udziałem opłaconych aktorów. Zmusiło to Cozziego do znalezienia w ekspresowym tempie miejsca dla zatrudnionych już aktorów w nowym scenariuszu.
W Przygodach Herkulesa podjęto próbę połączenia ze sobą dwóch sprzecznych gatunków filmowych: kina peplum oraz fantastyki naukowej. Dziennikarz Andrew Adler zaobserwował, że w filmie odczuwalne są także wpływy kina epickiego, ale efekt końcowy „ma przypadkową strukturę, a materiały na planie zdjęciowym nakręcono prawdopodobnie w tydzień”.
Zdjęcia studyjne były kręcone w De Paolis Studios i R.P.A.–Elios Film w Rzymie i Laboratorium Valcauda. Plenery kręcono w Grotte Di Salone i Tolfie w regionie Lacjum, które były częstą lokalizacjami w filmach peplum. Przed rozpoczęciem okresu zdjęciowego Ferrigno uczył się walki na miecze, a także przeszedł przez katorżnicze treningi siłowe, celem rozbudowania masy mięśniowej do maksimum. Na siłowni asystował mu Joe Weider, pionier kulturystyki. Po latach Ferrigno powiedział, że pracując na planie filmu, był w swojej życiowej formie sportowej.
Cozzi miał świadomość braku wysokiego budżetu i wiedział, że mitologiczne istoty tworzone metodą animacji poklatkowej nie będą dobrej jakości. Stąd narodził się pomysł uczynienia ich robotami uwiarygodniając ich toporne ruchy i brak płynności.
Lou Ferrigno i Sybil Danning nie znosili się i nie byli w stanie przebywać ze sobą na planie. Kiedy Danning wyruszyła w trasę promującą film, robiła wszystko, by każdy przeprowadzający z nią wywiad, dowiedział się o jej niechęci do Ferrigno. Twierdziła, że jej rola Ariadny została zmniejszona i zmieniona z obiektu miłosnego, ze względu na mniej ciekawszą wizję Herkulesa forsowaną przez Ferrigno. Narzekała również na to, że pierwszy scenariusz został odrzucony, ponieważ nigdy nie było na ekranie mitu Herkulesa w wersji brutalnej i erotycznej.

## Wydanie filmu
Przygody Herkulesa miały swoją światową premierę 12 sierpnia 1983 roku – ukazały się we Włoszech i Republice Federalnej Niemiec. W Stanach Zjednoczonych premiera trwającego dziewięćdziesiąt osiem minut widowiska nastąpiła dwa tygodnie później, 26 sierpnia. Ferrigno pojawił się na hollywoodzkim pokazie Przygód Herkulesa w charakterystycznym stroju bohatera i z odsłoniętym torsem; na miejsce przyjechał rydwanem, w ramach promocji medialnej. Obraz ukazał się w sieci kin o nazwie Showcase Cinemas. Jego dystrybucją zajęły się studia Cannon Films oraz MGM. Był też emitowany w kinach samochodowych typu drive-in.
W Turcji film ukazał się pod tytułem Herkul. Film wydano na kasetach VHS w Chorwacji (pod tytułem Nepobjedivi Herkul), Finlandii (w 1984) czy we Włoszech. W Polsce emitowany w telewizji, między innymi przez stację Warner TV.

## Promocja
Wizerunek Ferrigno w roli Herkulesa ukazał się na okładkach czasopism kulturystycznych (m.in. Muscle & Fitness oraz Sport–Revue).

## Odbiór

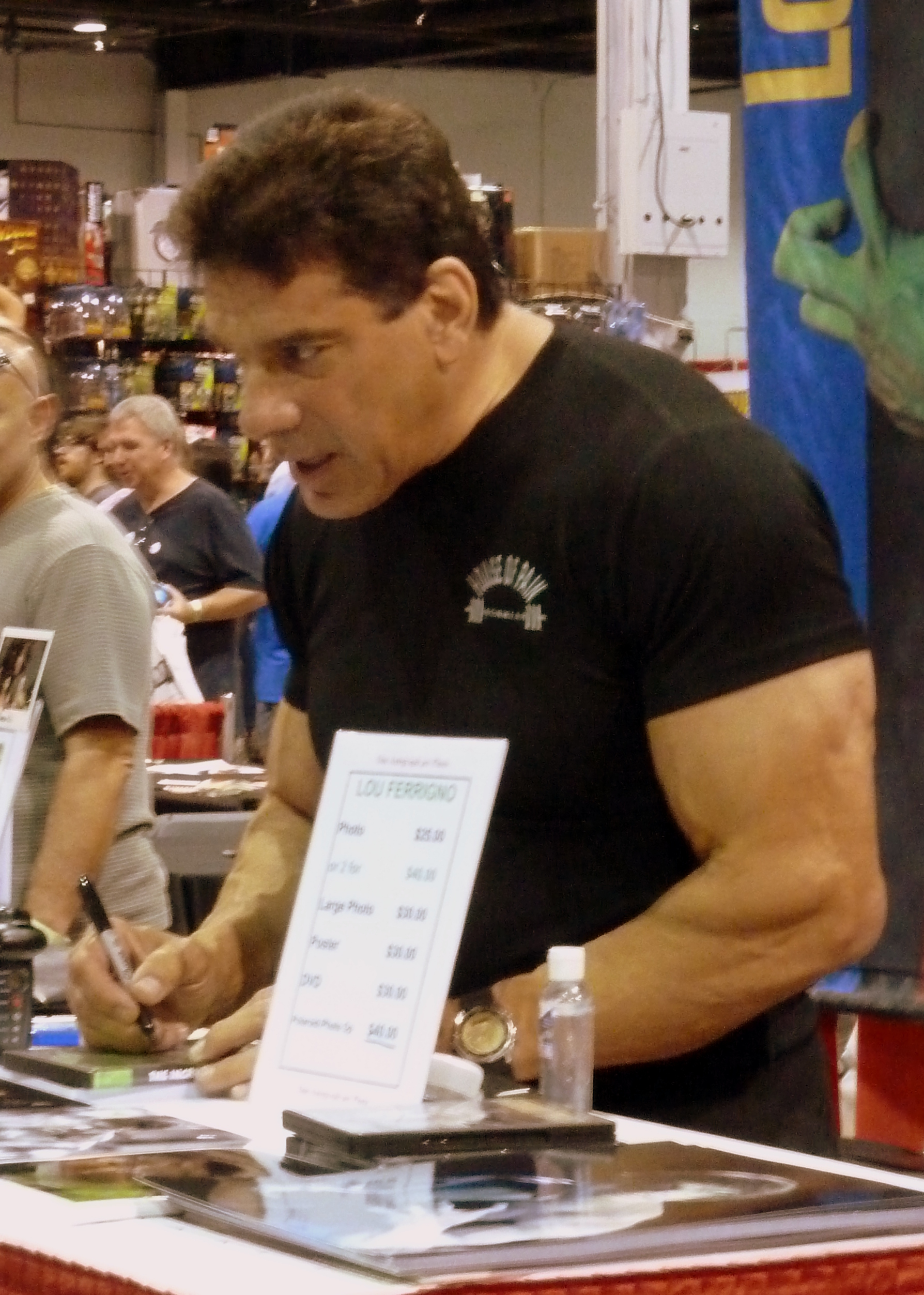
Kreacja Lou Ferrigno zebrała negatywne recenzje, choć według niektórych krytyków wydawał się on idealnym kandydatem do roli Herkulesa z powodu mocno rozbudowanej muskulatury.

### Box office
Jak podaje Andrew Yule w książce Hollywood a Go-Go: The True Story of the Cannon Film Empire, w Stanach Zjednoczonych film zainkasował jedenaście milionów dolarów. Jest dziewiętnastym najbardziej dochodowym tytułem w katalogu The Cannon Group.

### Recenzje

#### Recenzje kinowe
Obraz zebrał mieszane recenzje. Dziennikarze czasopisma Variety okrzyknęli Lou Ferrigno mianem „wiarygodnego” Herkulesa. W omówieniu dla dziennika Austin American-Statesman Chris Walters uznał, że film zanadto opiera się na „scenach kaskadersko-kulturystycznych”, a „niezwykle szeroka – i ekspresyjnie ruchliwa – pierś Ferrigno tylko poniekąd rekompensuje jego zupełny brak zdolności aktorskich”.
Recenzja dla czasopisma The Boston Globe była mieszano-negatywna. Jay Carr pisał: „Problem nie leży w tym, że Herkules to głupi paker. «Napakowana» sylwetka nie zaszkodziła Steve’owi Reevesowi jedno pokolenie temu i nie szkodzi też samemu Ferrigno, choć trzeba przyznać, że jego kolosalna muskulatura wygląda nierealnie. Problem leży w scenariuszu i walorach produkcyjnych, które są byle jakie.” Carr dodał, że Przygody Herkulesa wzorowane były na Zmierzchu tytanów, co „odróżnia je od innych rip-offów” z początku lat osiemdziesiątych, które miały przypominać Gwiezdne wojny. Andrew Adler (The Courier-Journal) wydał odtwórcy roli głównej mieszaną recenzję: „Herkules w interpretacji Ferrigno pręży mięśnie klaty, rzadko robiąc na ekranie coś innego, ale przynajmniej aktor wygląda wiarygodnie w swojej roli”. W recenzji dla The Pittsburgh Press Ed Blank nazwał film tandetną podróbką Zmierzchu tytanów, a o Ferrigno pisał w podobnym tonie: „pręży te przerośnięte mięśnie torsu w ponad stu różnych scenach”.
Marylynn Uricchio, dziennikarka gazety Pittsburgh Post-Gazette, uznała, że narracja filmu i jego dialogi są „niedorzeczne”, ale pochwaliła ekspresję Ferrigno. Związany z Daily Press Henry Edgar – przeciwnie: napisał, że „masywne ciało Ferrigno nie może rekompensować jego braku doświadczenia aktorskiego”. Krytyk chwalił przy tym film jako „wystawny spektakl, pełen akcji i kolorów, które osiągają epickie proporcje”.
Ben Steelman, współpracujący ze Star-News, twierdził, że „przy Ferrigno Schwarzenegger wygląda jak miernota”, a filmowy Herkules „ewidentnie ma podobać się mamuśkom na sali kinowej”. Krytyk Robert C. Trussell uznał, że Ferrigno jako aktor „jedynie pręży mięśnie i poci się przed kamerą”.

#### Późniejsze opinie
Leonard Maltin dokonał recenzji w swoim przewodniku filmowym, gdzie uznał, że projekt jest „głupi” i „przesadnie nafaszerowany efektami specjalnymi”. Maltin pochwalił jednak samego Lou Ferrigno, pisząc: „Były Niesamowity Hulk został niezaprzeczalnie trafnie obsadzony w swej roli”. Chuck O’Leary z portalu FulvueDrive-in.com podsumował film jako „szokująco niekompetentnie wykonany pod każdym możliwym względem”. Demian Katz (MSTable Movies) nazwał Herkulesa w wykonaniu Ferrigno „bogiem nielegalnych substancji powiększających muskulaturę”. Warunki fizyczne odtwórcy głównej roli pochwalono w recenzjach dla portali Movie Guide Database oraz Mr. Showbiz.
W artykule dla gazety Charleston City Paper Andy Brack stwierdził, że film „świetnie sprawdziłby się podczas alkoholowego maratonu” i powinien zostać omówiony w programie komediowym Mystery Science Theater 3000, który poświęcony jest kinu klasy „B”. Brack uznał również, że Herkulesi w wydaniu Arnolda Schwarzeneggera, Steve’a Reevesa i Kevina Sorbo „nie dorastają Ferrigno do pięt”. W swojej książce, Epic Films, Gary Allen Smith napisał, że „scenografia i walory produkcyjne filmu są pomysłowe, zwłaszcza z racji ograniczonego budżetu, ale zostają przyćmione przez niskie jakości efekty specjalne”. Autor pochwalił odtwórcę głównej roli za siłę fizyczną oraz mocną, estetyczną, typowo kulturystyczną sylwetkę: „Mierzący 196 cm i ważący blisko 120 kg Ferrigno jest masywnym, w stu procentach przekonującym Herkulesem”. Meghan O’Keefe, dziennikarka portalu Decider, wymieniła Ferrigno na liście dziesięciu najseksowniejszych, ekranowych Herkulesów, powołując się na jego „silnie naoliwione ciało”.

## Nagrody i wyróżnienia
- 1984, Razzie Awards:
  - nominacja do nagrody Złotej Maliny w kategorii najgorszy film (nagrodzeni: Menahem Golan, Joram Globus)
  - nominacja do nagrody Złotej Maliny w kategorii najgorszy scenariusz (Luigi Cozzi)
  - nominacja do nagrody Złotej Maliny w kategorii najgorszy aktor (Lou Ferrigno)
  - nagroda Złotej Maliny w kategorii najgorsza aktorka drugoplanowa (Sybil Danning)
  - nagroda Złotej Maliny w kategorii najgorsza nowa gwiazda (Lou Ferrigno)